# بهجت المحيسن
العميد الركن بهجت مصطفى باشا المحيسن، قائدا عسكريا سابقا في الجيش العربي في المملكة الأردنية الهاشمية. ولد في الطفيلة عام1927، وتوفي في عمان في 10 أبريل 2007. يتمتع بخبرة ميدانية طويلة، حيث شارك في القتال في أكثر من معركة ضد الجيش الإسرائيلي، وأشهرها معركتي السموع والكرامة. وهو قائد اللواء الأول والوحيد الذي جرح على أرض المعركة في السموع.

## دراسته وعسكريته
نشأ بهجت في مدينة الطفيلة في جنوب الأردن، ودرس في مدارسها الابتدائية، ثم انتقل إلى الكرك وبعدها إلى مدرسة السلط حيث توجد أقدم مدارس المملكة والتي تخرج منها أكثر رجالات الأردن. وكان من مدرسيه خليل السالم، وحنا الشوارب، وحسني فريز، وحسن البرقاوي.تخرج المحيسن بمعيته حكمت الساكت ونذير رشيد وحمدالله النابلسي وعبد الرزاق المجالي.

### التحاقه بالجيش
كان لوالده مصطفى باشا المحيسن تأثير كبير عليه  نظرا لدوره القيادي، فقرر بهجت وبالرغم من حصوله على شهادة في علم المساحة أن يدخل القوات المسلحة. فتقدم للالتحاق بركب الجيش برفقة زملائه خالد الطراونة وأحمد الروسان.

### دوراته العسكرية
- بعد تخرجه التحق بكتيبة المدفعية الأولى
- تلقى الدورة التأسيسية في المملكة المتحدة عام 1949
- تلقى دورة ركن مدفعية في المملكة المتحدة عام 1957
- تلقى دورة في القيادة والأركان في الولايات المتحدة الأمريكية عام 1962

### مناصبه
التحق بهجت المحيسن في الخدمة العسكرية في تاريخ 16 أكتوبر 1947 ورقمه العسكري 521 نال خلالها شهادة الباكالوريوس في العلوم العسكرية وقد شغل المناصب التالية أثناء خدمته:
| - ركن عسكري في قيادة سلاح المدفعية الملكي - قائد مدرسة المدفعية بعد التعريب في مرحلة صعبة لعدم تأهيل الضباط لمهام القيادة - قائد كتيبة مدفعية الميدان - قائد مدفعية الجبهة الغربية برتبة مقدم ركن - قائد لواء 29 برتبة عقيد ركن | - قائد لواء حطين برتبة عقيد ركن - قائد لواء الحسين بن علي برتبة عميد ركن - ملحق عسكري في لندن برتبة عميد ركن - قائد الفرقة الثانية برتبة عميد ركن - تقاعد برتبة عميد ركن في 13 سبتمبر عام 1971 |

### أوسمة نالها
| - وسام الاستقلال من الدرجة الثالثة - وسام النهضة من الدرجة الثالثة - وسام الكوكب من الدرجة الثانية - وسام الاستقلال من الدرجة الثانية | - وسام الإقدام العسكري لدوره في معركة السموع - شارة العمليات الحربية - شارة الخدمة العامة |  |

## أهم المعارك التي خاضها
خاض بهجت المحيسن عدة معارك أثناء قيادته للواء حطين من أهمها.
| - معركة السموع | - حرب حزيران | - معركة الكرامة |

## معركة السموع
تذرعت إسرائيل بحجة وجود قاعدة للعمل الفدائي في بلدة السموع في الضفة الغربية التابعة للمملكة الأردنية آنذاك، وأنها قامت بعدة عمليات عسكرية في العمق الإسرائيلي. الأمر الذي دعاها إلى مهاجمة هذه البلدة في لواء الخليل. إلا أن بعض الخبراء يرون أن هذه العملية كانت لاستدراج الجيش الأردني للحرب  واختيار مدى فاعلية القيادة العسكرية العربية الموحدة. وكانت المواجه مع لواء حطين.

### لواء حطين
كان بهجت قائدا للواء حطين المدافع عن قطاع الخليل ولديه ثلاث كتائب مشاة مقسمة حسب الجدول التالي:
| جعفر بن أبي طالب   | المقدم عواد شهاب        | بيت لحم    |
| عبد الله بن رواحة  | المقدم فهد مقبول الغبين | كفار عصيون |
| صلاح الدين الأيوبي | الرائد أحمد سعد غانم    | الخليل     |

### سير المعركة

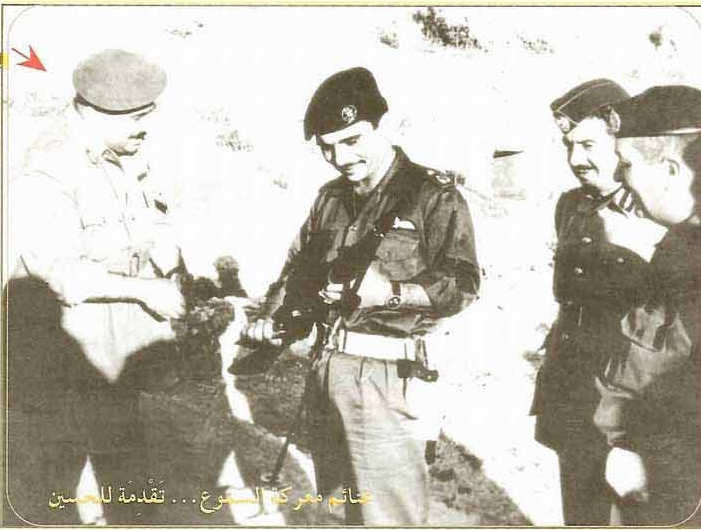
بهجت المحيسن يسلم الملك حسين عينة من غنائم معركة السموع

في الخامسة والنصف من صباح يوم الأحد 13 نوفمبر 1966 اجتاز الإسرائيليون خطوط الهدنة برتلين من الدبابات تساندهما عدة أسراب من الطائرات المقاتلة. تحرك أحدهما باتجاه بلدة السموع والآخر باتجاه مدينة يطا بهدف التضليل. أصدر قائد اللواء العقيد (في ذلك الوقت) بهجت المحيسن أوامره بالتصدي، وتحركت قوتين باتجاه السموع لإدراكه أنها الهدف المقصود. تحركت القوتان بطريقين مختلفين الأولى عن طريق الظاهرية والثانية عن طريق يطا تحت قصف الطيران الإسرائيلي، رغم محاولة لسلاح الجو الأردني لحماية هذا التقدم بإرساله ثلاثة طائرات من طراز هوكر هنتر البريطانية الصنع دون تأثير كبير نظرا لعدد الطائرات الإسرائيلية الكثيف. وبالرغم من هذا تمكن الطيارون الأردنيون من اسقاط ثلاثة طائرات إسرائيلية، وسقطت لهم اثنتان أستشهد طيار الأولى ونجح طيار الثانية النقيب الطيار في ذلك الوقت إحسان شردم بالقفز بمظلته فنجى ولكن الطائرة عند سقوطها على الأرض لم تتأذ كثيرا فهي مثبتة عند متحف صرح الشهيد شهادة لهذه المعركة.
كان الجميع في سباق للوصول إلى السموع. وحرص بهجت على المشاركة بنفسه في هذه المعركة لإدراكه أن القوات الإسرائيلية تفوق قواته عددا وعدة. ولكنه اعتمد على حسن تدريب قواته، وروحهم المعنوية العالية، وصلابة إرادتهم للقتال. ووجوده معهم في الميدان سيحفزهم على الصمود.
طبيعة الأرض مكنت الإسرائيلين من وصول مرتفعات السموع في لحظة وصول القوات الأردنية حولها من جانبين. شارك سرب من الطائرات الأردنية في هذه المعركة واشتبك في قتال عنيف وغير متكافيء مع أسراب العدو. أشتبكت القوات الأردنية ببسالة بالقوات الإسرائيلية التي كانت أفضل تسليحا. ولكنها رغم ذلك استطاعت دحرها قبل نهاية اليوم. استشهد في هذه المعركة الملازم طيار موفق بدر السلطي والرائد محمد ضيف الله الهباهبة، وجرح فيها ولأول مرة في التاريخ العسكري الأردني قائد اللواء على أرض المعركة. تراجعت القوات الإسرائيلية إلى داخل حدودها وتمكنت القوات الأردنية من الحصول على عدة غنائم من الأسلحة العسكرية الإسرائيلية. وقد سلم بهجت المحيسن عينة منها بصورة رمزية إلى الملك حسين بن طلال عند تفقده أرض المعركة.

### خسائر المعركة
- الجيش الأردني:
  - استنادا إلى تقرير لمجلس الأمن وبناء على تحقيقات مراقبين دوليين تابعين لمجلس الأمن في الجانب الأردني أكدوا وبناء على مشاهداتهم أن قائد اللواء كان من جرحى المعركة، كما أكدوا استشهاد كل من الملازم طيار موفق بدر السلطي في المعركة وإعادة أسيرين أحدهما جندي يدعى محمد قاسم محمد حسين بعد أن تم التحقيق معه والثاني أعيدت جثته بعد إدعاء الجانب الإسرائيلي أن محاولاتهم لإسعافه لم تجدي وهو الرائد محمد ضيف الله الهباهبة ومجموع الخسائر الأردنية ورد كاملا في التقرير أيضا:[8]
- الجيش الإسرائيلي:
  - لم يعترف في حينه بأي خسائر رغم استقباله للفريق المحقق فقد رفض مفاوضوه السماح له بالتحقيق مع القوات المشاركة في المعركة.

### عملية شريدر
أطلق الإسرائيليون على هذه المعركة اسم عملية شريدير (بالإنجليزية: Operation Shredder). جاء هذا في مقال في الموسوعة الإنجليزية باسم واقعة السموع (بالإنجليزية: Samu Incident) ويرد ذكر بعض الخسائر في الأرواح عند الجانب الإسرائيلي حيث يشير المقال إلى مقتل ضابط واحد هو العقيد يواف شاهام (بالإنجليزية: Yoav Shaham) قائد لواء المظليين وقائد العملية. وجرح عشرة جنود آخرين. دون أي ذكر لأية خسائر في المعدات. كما يذكر عدد القوات من كل جانب ومستوى تسليحهم دون أن يذكر دور سلاح الجو الإسرائيلي.
- أنظر أيضا جدول تفصيلي لمعركة السموع

### ردود الفعل
تفاعلت الجماهير الفلسطينية والعربية متعاطفة مع صمود لواء حطين بالرغم من ضعف تسليحه وإتساع المنطقة المناطة له في الدفاع عنها، ولكنها طالبت الحكومة الأردنية بضرورة رفع مستوى تسليح الضفة الغربية وإدخال الأسلحة المدرعة والدبابات إلى الضفة الغربية وتأمين الغطاء الجوي. وتعرضت القيادة الأردنية إلى نقد بهذالشأن من القيادة العربية الموحدة التابعة للجامعة العربية. وآراء تقول أن هذا كان بتحريض من خارج الأردن على شعبه للضغط على حكومته.
- - تلقى بهجت بعد المعركة وسام الإقدام العسكري.

## حرب حزيران
أعد بهجت المحيسن لواءه للقتال في هذه الحرب. ولكن وبالرغم من القصف الجوي على قواته بصورة مستمرة، لم تسجل لديه أية إصابات ولم تحصل أية مواجهات بين لواء حطين والقوات الإسرائيلية. صدرت أوامر الانسحاب دون أن يقاتل جندي في هذا اللواء. وبالرغم من ذلك بقي هذا اللواء مكانه حتى يوم الأربعاء.
إنصاعوا لأوامر الانسحاب أخيرا بسبب سقوط الأغوار الشمالية وأبلغوا بأن الجيش الإسرائيلي سرعان ما سيصل إلى أريحا. وهي الطريق المؤدي إلى الضفة الشرقية للنهر. خسر اللواء ما يقارب من 40% من قواته إثر القصف الجوي الإسرائيلي وهو في طريق الانسحاب نحو خط الدفاع الثاني أي الضفة الشرقية لنهر الأردن يوم الأربعاء في 7 يونيو 1967 ليكون آخر لواء يعبر نهر الأردن قبل تفجير الجسور الواصلة بين الضفتين. وسقطت الخليل قي السادسة من مساء ذلك اليوم وتلتها مدينة أريحا.

## معركة الكرامة
استطاعت الاستخبارات العسكرية الأردنية أن ترصد تحركات غير عادية في الجانب الإسرائيلي  الأمر الذي دل على عملية اجتياح كبيرة تخطط لها القيادة العسكرية الإسرائيلية الأمر الذي أدى إلى استعداد القوات الأردنية لأي هجوم قادم. كانت القوات بقيادة الفريق الركن (العميد في ذلك الوقت) مشهور حديثة الجازي في 21 مارس عام 1968

### مساهمة لواء حطين في المعركة

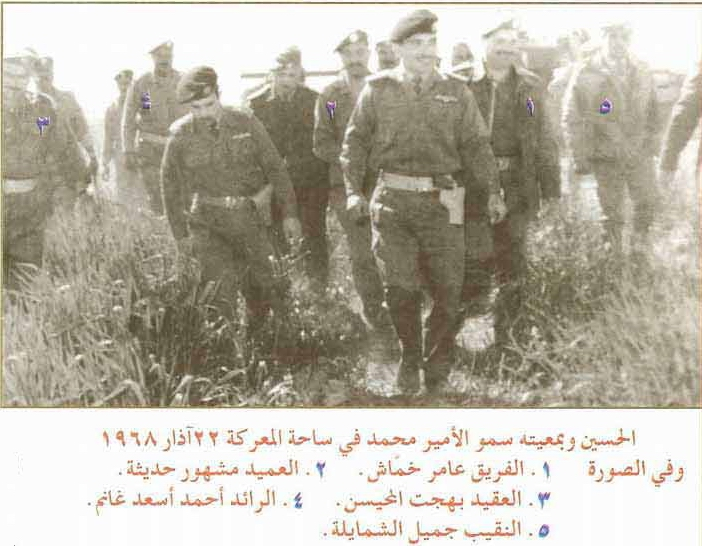
الملك حسين يتفقد مواقع لواء حطين في اليوم التالي لمعركة الكرامة 22 مارس 1968

في لقاء للمحيسن قائد لواء حطين  في معركة الكرامة: إن الهجوم الإسرائيلي لم يكن مفاجئا فهنالك المعلومات الاستخبارية المؤكدة، فيما كان الاستعداد لدينا للتضحية حتى آخر جندي رغم حجم القوات الإسرائيلية وهي فرقة مدرعة بينها اللواء المدرع السابع أقدم لوا ء إسرائيلي مدرع وأقدرها تجهيزا وتسليحا. وأضاف: هذا اللواء الإسرائيلي كان اللواء نفسه الذي واجهناه في معركة السموع.
بدأت المعركة في الخامسة والنصف صباحا. وبدأت القوات الإسرائيلية بثلاثة محاولات تجسير عبر النهر باءت بالفشل بسبب كثافة الرماية وخصوصا القصف المدفعي.
أكثر المواقع ضراوة خاضها اللواء في منطقته كانت في مثلث الرامة – الشونة – عمان. وباعتراف (قائد الدروع الإسرائيلي) فقد أصيبت جميع آلياته باستثناء دبابتين ألزم جنودها بالبقاء داخل برجيهما وتمكن من الهرب.
كان التنسيق كاملا وفعالا بين الجيش الأردني وعناصر المقاومة الفلسطينية في قرية الكرامة حسب أقوال الفريق مشهور حديثة الجازي. لكن لم يكن في منطقة لواء حطين قواعد للمقاومة الفلسطينية، إلا أنها كانت نقطة إستراتيجية لعبور المدرعات الإسرائيلية إلى الجانب الأردني. وبالرغم من السيطرة الجوية الكاملة للطيران الحربي الإسرائيلي إلا أن الاشتباك مع العدو وفعالية القصف المدفعي والتنسيق الكامل بين وحدات الجيش خصوصا بين المدفعية والدروع، وفوق ذلك كله إرادة القتال والروح المعنوية العالية حسم نتيجة ذلك اليوم للقوات الأردنية. وتكبد الجيش الإسرائيلي آنذاك الكثير من الخسائر في الأرواح والمعدات. ولم يتمكن من استعادة الكثير من خسائره من أرض الميدان. وفشل في تحقيق أهدافه.

## ترقيته
بعد معركة الكرامة تمت ترقيته إلى رتبة عميد ركن ونقل ليتسلم قيادة لواء الحسين بن علي في جنوب الأردن. بقي في هذا الموقع لمدة سنتين أرسل بعدها إلى المملكة المتحدة ليكون ملحقاً عسكريا في السفارة الأردنية في لندن، حيث كان السفير هناك في ذلك الوقت ابن خاله وأبن بلدته سعد جمعة.

## أحداث أيلول
لم يكمل العام في لندن حتى أستدعي ليكون قائد الفرقة الثانية في الجيش الأردني عام 1970 والتي تشكل نصف القوات المسلحة الأردنية في ذلك الوقت. إلا أن الأحداث المؤسفة لشهر أيلول الأسود كما عرف فيما بعد بدأت. كان لابد من إحقاق النظام والحد من الفوضى العارمة التي أصبح الأردن عليها. ولكن حصلت بعض التطورات مع المحيسن اضطرته على الاستقالة، ومن ثم الإحالة على التقاعد عام 1971 أهمها عدم وضوح تسلسل قيادي واضح للقطاعات العسكرية ضمن الفرقة الثانية متمثلة بتداخل وتضارب الاوامر الصادرة من القيادة العامة للقطاعات العسكرية وتجاوزها في كثير من الأحيان قائد الفرقة المنوط له المسؤولية، حيث كان تصدر اوامر بتحريك قطاعات في فرقته وحدوث اشتباكات مع الفصائل الفلسطينية دون علم قائد الفرقة وذلك لوجود اطراف وقيادات سياسية وعسكرية أردنية كانت تروج وتعمل باتجاه التصعيد ضد فصائل المقاومة الفلسطينية واشعال الفتن في الأردن. فحينها لم يبقى خيار للمحيسن سوى تقديم استقالته والعودة مع عائلته إلى بلدته الطفيلة.

## حياته بعد التقاعد
انتقل هذا العسكري المحترف إلى الحياة المدنية. وتفرغ لتربية أبنائه مع زوجته بهجة البيطار، عامر وهانية وخديجة. وعمل مع ابنه عامر عند تخرجه من الجامعة في شركاته، وأمضى وقتا مع أحفاده من أولاده الثلاثة. ولم ينقطع عن زيارة مسقط رأسه في الطفيلة من حين لآخر لزيارة أهله وأبناء عشيرته، إذ أنهم يعتبرونه من زعمائها ومن رجالات الأردن.

### وفاته
توفي بهجت المحيسن في عمان في 10 ابريل 2007، وهو في 79 من عمره ووري الثرى في مقبرة شفا بدران في ضواحي عمان.